# Harem

„Scenă dintr-un harem” de Antonio Guardi

Harem (în arabă حرم, ḥaram, însemnând „loc interzis”) este un cuvânt ce semnifică „interzis” sau „tabu”. Este un cuvânt specific societății islamice, constituind o formă de organizare socială, ca și familia. Pe de altă parte, acest cuvânt face referiri și la partea „arhitecturală”, deoarece haremul constituie și așezământul specific activității pe care o semnifică, în sensul că este un adevărat complex, cu spital, dormitoare, moschei etc.
În 1665 Haremul din Topkapi a trecut printr-un incendiu devastator, în urma căruia a fost restaurat și lărgit, beneficiind astăzi de un spital, o spălătorie, 2 moschei, chioșcuri și 300 de camere, pe lângă alte servicii. Haremul se ridică pe 5 sau 6 nivele.
Concubinele aduse în harem învățau și își asumau cultura islamică în totalitate, iar cele mai bune dintre ele ocupau funcții administrative (șefe peste servitori), iar altele erau oferite sultanului, constituind însăși dinastia. Femeia care trebuia adusă sultanului trecea printr-un lung șir de pregătiri, prin ceremonia numită „hamam”, pentru a arăta și a se comporta perfect în fața sultanului.
Valoarea unei femei în harem depindea de fertilitatea acesteia, de capacitatea ei de a da naștere unui copil. Cea care se apropia cel mai tare de sultan, căzându-i în grații, era numită gozde, iar dacă una din aceste gozde dădea naștere unui copil, îi erau alocate un apartament privat și devenea conducătoarea soțiilor. Mama moștenitorului la tron era numită haseki (soția oficială a sultanului).
Haremul din Topkapi este împărțit în 4 secțiuni: prima, alocată șefilor peste eunucii negri, apoi poarta comună a haremului, care duce la curtea pavată interioară înconjurată de clădiri unde trăiesc mama sultanilor, sultanii și prinții.
În Imperiul Otoman haremul era definit drept cartierul femeilor din palat. Haremul Imperial, cunoscut ca și Serai, era în același timp reședința reginei mame Valide Sultan, a favoritelor sultanului, Harekis, și a restului concubinelor (femei cu rolul funcțional de a-l întreține pe Sultan în dormitor). Alături de acestea în Harem mai locuiau fiicele Sultanului și Eunucii. Multe dintre femeile din harem nu aveau să îl vadă niciodată pe Sultan devenind servitoare pentru acoperirea necesităților zilnice ale funcționării haremului. Putem căuta motivul existenței Haremului în însăși cultura Otomană. În tradiția Otomană se obișnuia concubinajul alături de sclave, concomitent cu mariajul legal pentru reproducere. Sclavia concubinajului presupunea folosirea sclavelor femei pentru reproducere. Sclavele, copii proveniți din relațiile cu sclavele concubinele, spre deosebire de cei proveniți din relațiile cu soțiile legale nu erau recunoscuți pentru moștenire. Între soțiile și concubinele din Harem exista întotdeauna competiție. În timp s-a evoluat de la poziția de sclavă concubină la cea de preferată, ceea ce presupunea o potențială recunoaștere a drepturilor moștenitorilor proveniți din relațiile cu Sultanul. Puterea femeilor din Harem era direct exercitată în pozițiile pe care le ocupau în cadrul familiei. Deși nu erau legitimate cu titlu de favorită, ele puteau accede la titlul de „sultan kadin”, ceea ce le consolida poziția în ierarhia din harem.

## Femeile din Harem
În sec. XVI XVII femeile și bărbații din familia imperială foloseau în mod egal titlul de sultan. Favorita sultanului (sec XVII) avea desemnat titlul de Sultan kadin sau „haseki” (nume folosit originar pentru membrii mai puțin proeminenți ai familiei imperiale). Cel mai înalt titlul era de Valide Sultan, rezervat mamei Sultanului, singura în măsură să poarte acest titlu, aceasta indicând puterea poziției ocupate. În definitiv bărbații puteau avea oricâte concubine și odalisce, dar o singură mamă. Multe dintre concubinele și odaliscele din haremul imperial aveau reputația de a fi cele mai frumoase femei din imperiul otoman. Se obișnuia ca fetele cu frumusețe deosebită să fie trimise la curtea sultanului, oferite ca daruri, din partea guvernatorilor provinciilor aservite. Numeroase femei din harem erau de proveniență georgiană, abhază și circasiană. Ele erau de obicei cumpărate din târgurile de sclavi, după ce fuseseră răpite sau chiar vândute de proprii părinți. Multe familii georgiene și circasiene își incurajau fiicele să devină concubine prin intermediul sclaviei, promițându-le o viață de lux confortabilă, toate femeile la intrarea în harem purtau denumirea de odalisce (femei de curte), îndeplinind rolul de servitoare în harem. Odaliscele nu erau de obicei prezentate sultanului, numai acelea de o extraordinară frumusețe și talent, văzute ca niște potențiale concubine, erau pregătite pentru acest pas. Ele erau învățate să danseze, să recite poezii, să cânte la diverse instrumente muzicale și inițiate în arta erotică. Numai cele mai dotate și talentate odalisce ajungeau să fie prezentate sultanului ca gedikli (fecioare în așteptare). De obicei termenul de odaliscă, desemnează o femeie ce îndeplinește funcția de cameristă, a favoritelor din harem și aveau nume ca de ex. Îngrijitoarea veșmintelor, Curatoarea Băilor, Păstrătoarea Bijuteriilor.
Era totuși posibil pentru aceste odalisce să își depășească rangul ierarhic în harem și să își securizeze o poziție privilegiată, cea mai importantă femeie din harem era Valide Sultan și Kadinele, adică soțiile legale. Valide Sultan era responsabilă pentru menținerea disciplinei ordinii și organizarea haremului, fiind cea mai în vârstă femeie din familia imperială era de așteptat ca aceasta să fie totodată profesor și îndrumător pentru fiul său inițiindu-l și educându-l în arta intrigilor politicii de stat. De multe ori era rugată să intervină în decizia sultanului atunci când Muftiul (șeful religiei otomane) sau vizirii (miniștrii) aveau îndoieli în ceea ce privește decizia sultanului. Cadânele erau femeile favorite ale sultanului (soții) tradiția îngăduind numai patru kadâne principale, dar cu număr nelimitat de concubine. Kadânele erau echivalentul unei soții legale și aveau în posesie apartamente, sclavi și eunuci, de ex. în timpul domniei lui Selim al II-lea, favorita acestuia Nurbanu, avea în anturaj 150 de femei care o deserveau, cantitatea de bijuterii, haine, proprietăți și daruri făcute de sultan era direct proporțională cu afecțiunea pe care acesta i-o purta.
Odaliscele erau pe treapta de jos în ierarhia haremului. Erau considerate servitoare de uz general în harem. De obicei nu erau considerate suficient de frumoase pentru a fi prezentate sultanului. Erau văzute ca potențiale candidate la rolul de concubină și pregătite pentru a-și dezvolta talentele. O mare onoare pe care sultanului o putea face unui invitat de parte bărbătească era cea de a-i prezenta o odaliscă de la curtea sa care nu devenise încă concubina lui. Aceste femei erau de obicei frumoase și talentate, dar cel mai important era că ele aveau conexiuni cu ierarhia din harem, concubina putea fi considerată un echivalent al versiunii moderne de „aventură de o noapte”. Concubinele era odalisce care erau prezentate sultanului, peste noapte trecând la rangul de concubină, după care puteau să nu îl mai vadă pe sultan niciodată, excepție făcând cazul în care aceasta rămânea însărcinată, dacă avea norocul să nască un copil de parte bărbătească, avansa la gradul de ikbal (favorită), ierarhia femeilor urma parcursul: Odalisca (virgină), concubina (aventura de o noapte), Ikbal (favorita) și cadână (favorită, soție). Femeile ocupau numai jumătate din ierarhia haremului, cealaltă jumătate fiind ocupată de eunuci. Eunucii erau considerați mai puțin bărbați ei nefiind capabili să atenteze la femeile din harem și rămânând loiali în totalitate sultanului. Eunucii erau bărbați castrați, ei nereprezentând o amenințare la castitatea haremului. Conform tradiției musulmane nici un bărbat nu are voie sa poftească la femeia din haremul altui bărbat, de aceea rolul de gardian al haremului, trebuie neapărat îndeplinit de o persoană mai puțin decât bărbat. Eunucii erau de obicei prizonieri de război sau sclavi castrați înainte de pubertate și condamnați la o viață de servitute. Eunucii albi proveneau de obicei din zonele creștine ocupate ale Circasiei, Georgiei sau Armeniei, ei puteau fi totodată prizonieri de război aduși din teritoriile ungare, slavone sau germane. Acești eunuci albi erau capturați în timpul conflictelor dintre Imperiul Otoman și țările balcanice. Eunucii negrii erau de obicei capturați din Egipt, Abisinia sau Sudan. Sclavii negri erau capturați din nordul Nilului și transportați pe Marea Mediterană către târgurile de sclavi Mecca, Medina, Beirut, Izmir sau Istanbul. Toți eunucii erau castrați înainte de a ajunge pe piețele de sclavi deoarece în zonele islamice castrarea era interzisă dar nu și folosirea sclavilor castrați. Exista o diviziune a eunucilor. Sandalii sau capetele rase. Aceștia erau castrați cu ajutorul unui brici îndepărtându-se dintr-o singură tăietură testiculul, rana fiind cauterizată cu ulei încins. Dacă operația era făcuta înainte de pubertate el de multe ori avea șansa să supraviețuiască.
O altă categorie este cea a Eunucilor al cărui penis a fost îndepărtat. Acesta își păstrează capacitatea de a copula lipsindu-i totuși organul propriu zis. De multe ori acesta fiind suplinit cu un fel de proteză de cauciuc. Eunucii negri făceau parte din prima categorie, respectiv sandalii, eunucii albi făcând parte din a doua categorie. Din cauza lipsei, organelor copulative, Eunucii negrii serveau direct în harem în timp ce eunucii albi serveau în clădirea guvernamentală fiind feriți de femei. În timpul perioadei de glorie a Imperiului Otoman, în interiorul Saraiului (palat) serveau între 6 și 8 sute de eunuci, majoritatea fiind sosiți ca daruri din partea guvernatorilor diferitelor provincii, tinerii eunuci paji, odată încheiat stagiul de pregătire puteau începe serviciul de eunuci propriu zis. Eunucii albi erau plasați direct sub patronajul diferitelor oficialități guvernamentali și chiar în serviciul direct al sultanului (cum ar fi la palatul Topkapi). Dacă Eunucii erau negri, erau trimiși să servească personaje importante ale haremului, cum ar fi kadânele, fiicele și surorile sultanului sau puteau servi sub comanda lui kizlar aga, care era în ierarhia imperială al treilea după sultan și marele vizir. Fiind totodată șeful pazei haremului, gradul fiind echivalentul celui de general. Postul de kizlkar aga era ocupat de marele eunuc negru. El putea să se apropie de sultan oricând și să fie folosit ca mesager pentru mesaje private între sultan și marele vizir, fiind totodată o legătură importantă între sultan și mama acestuia, valide sultan. Kizlar aga avea obligația de a acompania fiecare nouă odaliscă în interiorul dormitorului sultanului și era practic singurul bărbat care putea intra liber în harem pentru orice fel de urgență nocturnă. Datoria lui era aceea de a proteja femeile din harem, de a procura odalisce pentru harem și totodată de a supraveghea înaintarea în rang a femeilor și a eunucilor. El avea totodată funcția de martor la căsătoria sultanului, la ceremoniile de naștere, ocupându-se personal de organizarea evenimentelor imperiale – petrecerile de circumcizie, nunțile și sărbătorile. În același timp era acela care avea puterea și obligația de a pedepsi orice femeie din harem acuzată de crimă, ducându-o pe aceasta la locul de execuție, punând-o în sac și aruncând-o în Bosfor, pe malul căruia este așezat palatul Topkapi. Marele Eunuc alb Kapı aga era șeful administrației interne a palatului și totodată șeful școlii din palat (școala pentru eunuci) el mai îndeplinea funcția de supraveghetor al porții, șef al infirmeriei și maestru de ceremonii în palat, Kapi Aga controla toate mesajele, petițiile și documentele de stat adresate sultanului și avea permisiunea de a vorbi cu sultanul în persoană. În 1591, Murad al III-lea a transferat puterea de la Marele Eunuc Alb la Marele Eunuc negru, deoarece existau suspiciuni de crime care planau asupra eunucilor albi, totodată existând suspiciunea de a fi ofensat intimitatea femeilor din harem.
Kapi aga și-a pierdut puterea, a fost retras de la îndatoririle oficiale, iar venitul lui a scăzut dramatic, inițial kapi aga era singurul eunuc căruia îi era permis să vorbească cu sultanul în persoană, între patru ochi. Dar o dată ce importanța în grad i-a fost redusă valide Sultan și Kizlar aga au început să aibă permisiunea să ceară audiențe private de la sultan. Din cauza presupusei lor lipse de loialitate, Eunucii albi au fost folosiți pe poziții care nu presupuneau contact cu niciuna din femeile din harem (datorită castrării incomplete, ei păstrându-și posesia penisului). Numărul total de eunuci albi în Serai la vremea respectivă era între 3 și 9 sute. În sec. XVII puterea Eunucilor negri a crescut. În timpul sultanului femeilor (kadinlar Sultanat). Eunucii negri și-au consolidat poziția politică profitând chiar de copii sultanului sau profitând chiar de cei subdezvoltați psihic. Acest fapt a cauzat instabilitate politică, tinerii sultani adolescenți, fiind dirijați de regență aceasta fiind formată din Valide Sultan, marele vizir și alți suporteri ai acestora; Kizlar aga fiind confidentul Valide Sultan și al kadânelor. 
În ceea ce privește femeile din harem și interferența lor pe scena politică, acestea au influențat oarecum declinul și căderea imperiului.

## Decăderea
Perioada de decădere a început cu Sultanatul Femeilor și a durat 150 de ani terminându-se în anul 1687. După moartea lui Suleiman Magnificul sultanii nu și-au mai condus armatele în campanii sau bătălii retrăgându-se în harem, s-au detașat de lumea afacerilor și-au petrecut majoritatea timpului în compania femeilor. Aceasta izolare imperială le-a diminuat dramatic puterea de a guverna, influența lor asupra altor state fiind diminuată, începând o perioada caracterizată prin mită, promovarea pe alte baze decât cea a meritului propriu zis. După moartea lui Mehmed al III-lea în 1603, succesiunea la tron a copiilor sultani ți chiar a celor deranjați psihic, a dat posibilitatea femeilor să acționeze cu putere din spatele tronului. 
Imaginea haremului ca fiind o locație opulentă, plină de femei frumoase și senzuale a căror singură obligație era aceea de a întreține dorințele șeicilor sau sultanilor este o imagine, bazată pe imaginea haremului din sec. XVI și XVII, referindu-se exact la Kadinlar sultanat, perioada în care haremul a jucat cel mai important rol în administrarea și guvernarea Imperiului Otoman.